# Нокс (Північна Дакота)
Нокс (англ. Knox) — місто (англ. city) в США, в окрузі Бенсон штату Північна Дакота. Населення — 22 особи (2020).

## Географія
Нокс розташований за координатами 48°20′39″ пн. ш. 99°41′28″ зх. д. / 48.34417° пн. ш. 99.69111° зх. д. (48.344038, -99.691172).  За даними Бюро перепису населення США в 2010 році місто мало площу 1,30 км², уся площа — суходіл.

## Демографія
Згідно з переписом 2010 року, у місті мешкало 25 осіб у 13 домогосподарствах у складі 6 родин. Густота населення становила 19 осіб/км².  Було 26 помешкань (20/км²).
Расовий склад населення:
| - 100,0 % — білих |

До двох чи більше рас належало 0,0 %. Частка іспаномовних становила 0,0 % від усіх жителів.
За віковим діапазоном населення розподілялося таким чином: 8,0 % — особи молодші 18 років, 56,0 % — особи у віці 18—64 років, 36,0 % — особи у віці 65 років та старші. Медіана віку мешканця становила 59,8 року. На 100 осіб жіночої статі у місті припадало 92,3 чоловіків;  на 100 жінок у віці від 18 років та старших — 76,9 чоловіків також старших 18 років.
Медіана доходів становила 85 625 доларів для чоловіків та 45 179 доларів для жінок. 
Цивільне працевлаштоване населення становило 24 особи. Основні галузі зайнятості: будівництво — 41,7 %, сільське господарство, лісництво, риболовля — 25,0 %, оптова торгівля — 16,7 %, фінанси, страхування та нерухомість — 12,5 %.